# De-Barsy-Syndrom
Das De-Barsy-Syndrom ist eine sehr seltene angeborene Erkrankung mit der Kombination von schlaffer, wenig elastischer Haut (Cutis laxa), Hornhauttrübung, Kleinwuchs, vorzeitiger Alterung und geistiger Retardierung und wird zu den Cutis-laxa-Syndromen gerechnet.
Synonyme sind Progerie-Syndrom vom Typ de Barsy; De-Barsy-Moens-Dierckx-Syndrom; Cutis laxa autosomal recessive Typ III; ARCL3; Progeroid-Syndrom.
Die Erstbeschreibung stammt aus dem Jahre 1968 durch die belgischen Pädiater A. M de Barsy, E. Moens und L. Dierckx.

## Vorkommen
Die Häufigkeit wir mit unter 1 zu 1.000.000 angegeben, bislang wurde über etwa 30 Betroffene berichtet. Die Vererbung erfolgt autosomal-rezessiv.

## Ursache
Bei einigen Patienten konnten ursächliche Mutationen nachgewiesen werden.
Je nach zugrundeliegender Veränderung kann unterschieden werden:
- Typ IIIA, Mutationen im ALDH18A1-Gen auf Chromosom 10 Genort q24.1[5]
- Typ IIIB, Mutationen im PYCR1-Gen auf Chromosom 17 an q25.3[6]

## Klinische Erscheinungen
Klinische Kriterien sind:
- Wachstumsverzögerung bereits im Mutterleibe beginnend kombiniert mit verminderter geistiger Entwicklung.
- spät schließende große Fontanelle
- Gesichtsauffälligkeiten wie abwärts gerichtete Lidspalten, breiter und flacher Nasenrücken sowie kleiner Mund mit insgesamt vorgealtertem Erscheinungsbild, grosse dysplastische Ohren, betonte Stirn
- Hornhauttrübung und Katarakt
- Cutis laxa, Hautatrophie mit Degeneration der elastischen und kollagenen Hautstrukturen, durchscheinende Hautvenennetze, spärliche Behaarung
- neurologische Auffälligkeiten wie Muskelhypotonie, athetoseartige Bewegungen,  gesteigerte Sehnenreflexe
- überstreckbare Gelenke, bis Luxationen

## Diagnose
Die Diagnose kann – allerdings nicht bei allen Betroffenen – durch eine Hautbiopsie gestellt werden.

## Differentialdiagnose
Klinisch können in der Regel aufgrund der Augenanomalien, der Athetose und der vermehrten Reflexe abgegrenzt werden:
- Typ 2 der autosomal-rezessiven Cutis laxa (ARCL2)
- Wrinkly-Skin-Syndrom
- Geroderma osteodysplastica[1]

## Therapie
Eine ursächliche Behandlung ist nicht bekannt, symptomatisch kommen frühzeitige Augenoperationen sowie Physiotherapie zur Vermeidung von Kontrakturen infrage.